# 安佐與迪諾·法拉利賽道
恩佐與迪諾·法拉利賽道（義大利語：Autodromo Enzo e Dino Ferrari）是位於義大利伊莫拉鎮旁的一條賽道，位於波隆那東方40（24.9英里），及馬拉內羅的法拉利工廠東方80（49.7英里）。賽道名字是根據法拉利已故創辦人恩佐·法拉利與他逝世於1956年的兒子迪諾所命名的。该赛道在1953年至1956年被称为伊莫拉賽道，自1957年至恩佐·法拉利於1988年逝世前，被称为迪諾·法拉利賽道。
這條賽道曾舉辦一級方程式聖馬利諾大獎賽（義大利多年來一直舉辦兩場大獎賽，所以在伊莫拉的比賽便以鄰近的主權國家為名），它同時也在1980年舉辦了通常在國立蒙札賽車場的義大利大獎賽。當一級方程式來到了伊莫拉，這裡被視為法拉利車隊的「主場」，會有廣大的粉絲（Tifosi）前來支持他們的地主車隊。
俗稱伊莫拉賽道的恩佐與迪諾·法拉利賽道是少數以逆時針方向進行比賽的國際賽道。（伊斯坦布爾賽車場、韓國國際賽道、濱海灣市街賽道、因特拉戈斯賽道、美洲賽道、亞斯碼頭賽道是其他一級方程式近來使用的逆時針賽道）

## 坦布萊羅彎
恩佐與迪諾·法拉利賽道於1953年正式落成，一直到1972年間皆維持原始的布局。這條賽道並沒有任何S形彎道，從礦泉水彎（Acque Minerali）一路到里瓦扎彎（Rivazza）是一條有幾個小彎的長直道，接著從里瓦扎彎一路以全速經過維修站與臭名遠揚的坦布萊羅彎（Tamburello），最終來到托薩彎（Tosa）。儘管增加了減速彎，但這條賽道仍然充滿安全顧慮，主要以坦布萊羅彎為主，這個彎道非常顛頗，加上賽道與保護後方小溪的水泥牆間的空間非常狹小。尼爾森·畢奇在1987年聖馬利諾大獎賽的練習賽便於此發生事故，最終因傷而錯失了正賽。傑哈德·伯格在1989年聖馬利諾大獎賽中發現他的法拉利前鼻翼故障後，在布萊羅彎發生碰撞。賽車在強烈撞擊後起火，所幸消防人員及醫護人員迅速採取行動，使得伯格倖存下來，但此後他因為雙手灼傷而錯過了1989年摩納哥大獎賽。米歇爾·阿布力圖在1991年也於坦布萊羅彎發生著火事故，當時他正在測試他的弗特沃克（Footwork Arrows）賽車，慶幸的是並沒有受傷。里卡多·帕特雷斯在1992年為威廉斯車隊測試時，同樣也在坦布萊羅彎發生事故。

## 1994年聖馬利諾大獎賽

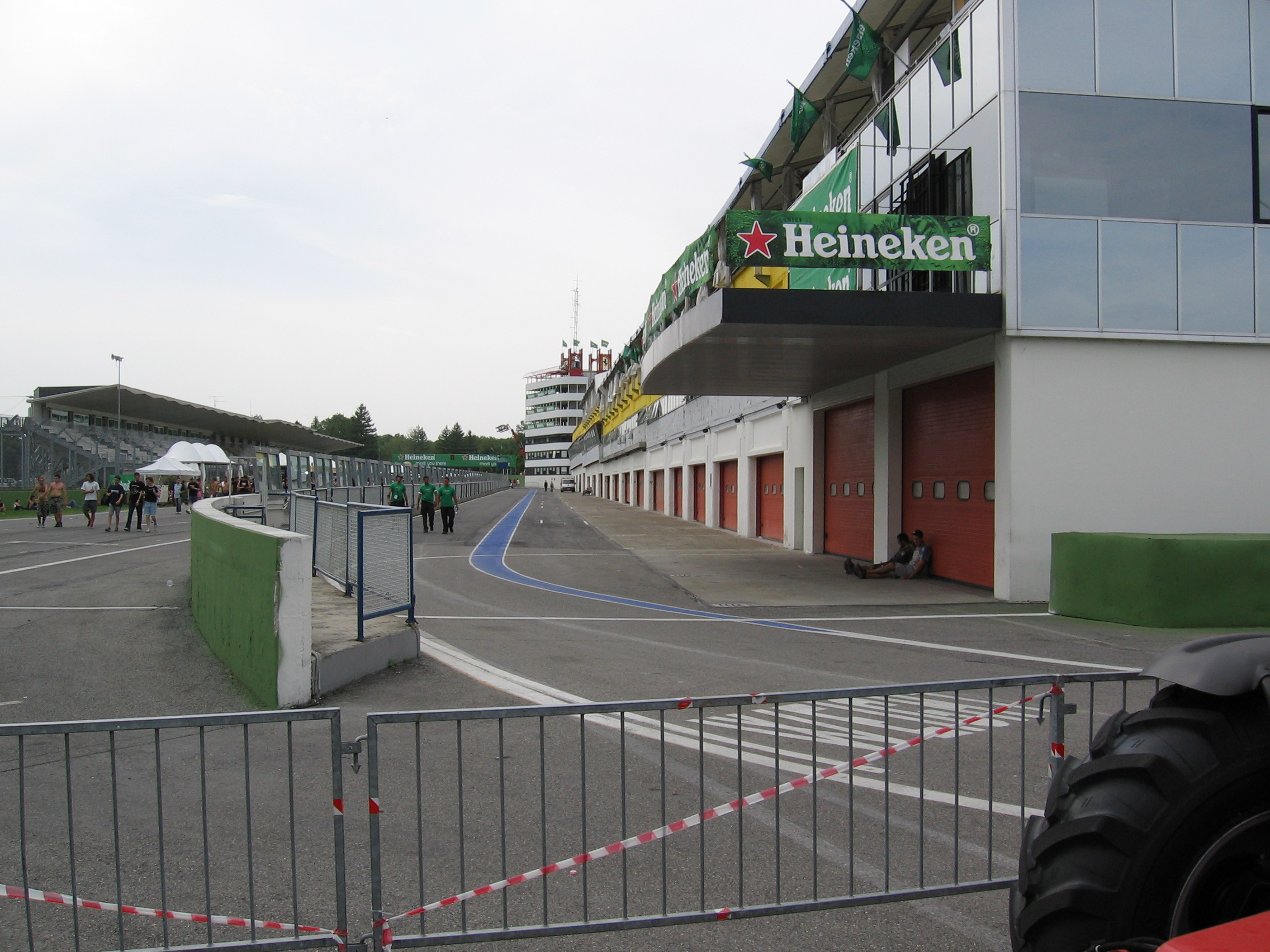
以往的維修站，攝於2006年6月

伊莫拉賽道或一般來說的一級方程式的危險性，在1994年聖馬利諾大獎賽變得更加悽慘明顯。魯本斯·巴里切羅於周五的自由練習賽中，在巴薩彎道（Variante Bassa）衝上路緣石，以時速225公里撞上輪胎牆後失去意識，在醫護人員搶救後保住了他的性命。奧地利車手羅蘭德·拉岑伯格在周六的排位賽中，以時速310公里的高速迎面撞上維倫紐夫彎（Villeneuve corner）的賽道護牆，即刻因顱底骨折而死亡。這場悲劇持續到了第二天，三屆世界冠軍艾爾頓·冼拿的賽車在第七圈失控後，撞上了坦布萊羅彎的水泥牆。冼拿在撞擊後不久便因賽車的一塊碎片刺穿他的頭盔和顱骨而宣告身亡。一些觀眾與技師也在這兩起不相關的事故中受傷。

圖中顯示了賽道佈局在1994年和2006年間的差異

這條賽道在這之後仍然繼續舉辦大獎賽，但也為了使賽道更加安全，而立即更改了布局。全速的坦布萊羅彎減少成4檔的左右擺尾彎，而在賽道外有限的空間也增加了砂礫緩衝區。原先的維倫紐夫彎為一個安全的6檔右彎緊接著托薩彎，現則擴充為4檔的左右擺尾彎，同時也在彎道外加上了砂礫緩衝區。為了保有這條歷史賽道的速度與特色，移除了陡峭的礦泉水減速彎，而巴薩彎則被拉直成單一的急彎。許多人指出新的賽道配置並不如以往一般的好，原因就出在新的坦布萊羅彎和維倫紐夫彎。
伊莫拉賽道另一項修改是著名的阿爾塔彎（Variante Alta），它位於小山頂向下直到里瓦扎彎，是一圈中最困難的剎車點。以前位於阿爾塔彎的高的路緣石被車手們抨擊是個十分困難的彎道，常會對賽車造成損壞，也會有不少事故發生於此。路緣石在2006年大獎賽開始前被大幅地降低，為了減低速度而將賽道本身緊縮，並希望減少在此彎道的事故。
同時有些對賽道日益惡化的設施的抨擊，並且早有著是否要將聖馬利諾大獎賽從一級方程式賽曆中移出的議論。聖馬利諾大獎賽便自2007年起從賽曆中移除，到2020年重返。

## 后一级方程式时代

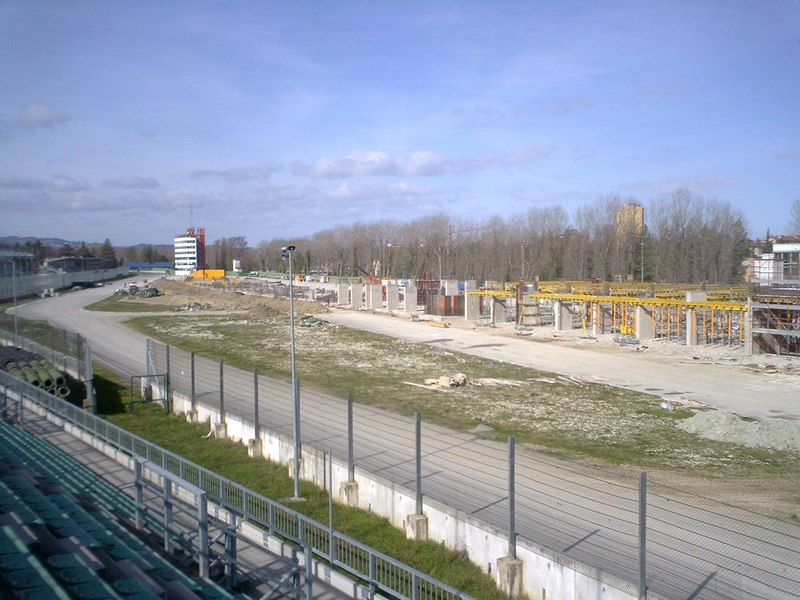
重建時期的伊莫拉賽道，攝於2007年3月

大獎賽在國際汽車聯盟2006年8月的決策後，從2007年世界一級方程式錦標賽賽曆中移除。
擁有此賽道的公司SAGIS在2006年10月會面了國際汽車聯盟世界汽車運動理事會，表示希望大獎賽能夠重返賽歷，並在2007年4月29日的周末舉行，並在比賽前如期完工賽道的整修，然而恢復比賽的計畫仍遭到拒絕。

新的維修區與起跑／終點線，攝於2008年4月

此後，賽道經歷了重大翻修。移除了巴薩減速彎，使得從里瓦扎的兩個彎後能夠全速直到第一個坦布萊羅減速彎，讓賽道如同以往一般的快速。然而這個減速彎後來又被重新安裝，以進行摩托車賽事。老舊的維修站與裝備區被拆除，並且完全地重建——增長並重新鋪設了維修道，重建工程由德國賽道設計師赫爾曼·提爾克負責監督。
這條賽道期望能在未來的幾個賽季中重返一級方程式賽曆。大多數的重建工程在2008年6月完成，國際汽車聯盟給予這條賽道“1T”評等，指的是賽道可以舉辦一級方程式官方的測試；而賽道需要有“1”評核才能舉辦一級方程式大獎賽。賽道在2011年8月在查理·懷汀評核後得到了“1”批准。
賽道在2008年9月21日作為歐洲站，舉辦了2008年世界房車錦標賽。伊莫拉6小時耐力賽在2011年重返利曼系列賽以及利曼洲際盃。

## 重返一级方程式赛历
2020年赛季，受到COVID-19病毒疫情影响，一级方程式锦标赛取消了多站位于欧洲以外的分站赛，赛事组委会于7月宣布将在2020年10月31日至11月1日在伊莫拉赛道举办艾米利亚-罗马涅大奖赛。2021年，一级方程式宣布将继续在伊莫拉赛道举办艾米利亚-罗马涅大奖赛。2023年艾米利亚-罗马涅大奖赛则因暴雨和洪灾取消。

## 大眾媒體
傑瑞米·克拉克森在2010年於伊莫拉賽道拍攝他的DVD《The Italian Job》（義大利任務），同時還有英格蘭的萊登山賽道和法拉利的測試賽道費奧拉諾賽道。
2012年，BBC著名汽车节目《TopGear》有一部分位於伊莫拉賽道拍摄。并于2013年推出的《Top Gear DVD》系列《完美公路之旅》（The Perfect Road Trip）中，再次在伊莫拉赛道拍摄部分内容。

## 外部連結
- （英文）恩佐與迪諾·法拉利賽道（页面存档备份，存于）
- （英文）恩佐與迪諾·法拉利賽道的歷史與數據
- （英文）BBC的賽道指引資訊（页面存档备份，存于）
- （英文）race-game.org的賽道資訊（页面存档备份，存于）
- Google地圖的衛星畫面
- （意大利文） 2008年5月的重新開幕典禮